# Heinz Stuy
Heinz Jürgen Stuy (ur. 6 lutego 1945 w Wanne-Eickel) – piłkarz holenderski grający na pozycji bramkarza.

## Kariera klubowa
Stuy urodził się w Niemczech. Karierę piłkarską rozpoczął w holenderskim klubie Telstar i w 1963 roku. 23 sierpnia 1964 zadebiutował w Eredivisie w wygranym 2:1 domowym spotkaniu z ADO Den Haag. Od czasu debiutu był podstawowym bramkarzem Telstaru i bronił w nim przez trzy sezony.
W 1967 roku Stuy przeszedł do Ajaksu Amsterdam, prowadzonego przez Rinusa Michelsa. Tam początkowo pełnił rolę rezerwowego dla Gerta Balsa i w pierwszej lidze Holandii swój debiut zaliczył dopiero 7 kwietnia 1969 w meczu z Telstarem (4:1). W 1968 roku był już mistrzem Holandii, ale nie rozegrał wówczas żadnego spotkania. W 1970 roku ponownie wywalczył mistrzowski tytuł, a także zdobył Puchar Holandii. W 1971 roku także zdobył krajowy puchar, a z Ajaksem dotarł do finału Pucharu Mistrzów. Wtedy był już pierwszym bramkarzem (Bals odszedł do SBV Vitesse) i swoją postawą w meczu finałowym z Panathinaikosem AO (2:0) przyczynił się do wywalczenia przez Ajax Pucharu Europy. W 1972 roku zdobył z Ajaksem potrójną koronę - mistrzostwo i puchar kraju, a także swój drugi Puchar Mistrzów (2:0 w finale z Interem Mediolan). Z kolei w 1973 roku Ajax wygrał finał Pucharu Europy z Juventusem (1:0 i 90 minut Stuya) oraz obronił mistrzostwo Eredivisie. Od lata 1974 Heinz był rezerwowym bramkarzem, a w 1977 roku odszedł z Ajaksu, dla którego rozegrał 139 ligowych meczów.
W 1977 roku Stuy został bramkarzem innego zespołu z Amsterdamu, FC Amsterdam. 14 sierpnia zadebiutował w Eredivisie w meczu z Telstarem (2:1). Po roku gry w FC Amsterdam zakończył piłkarską karierę.
| Sezon   | Klub         | Kraj     | Rozgrywki  | Mecze | Bramki |
| ------- | ------------ | -------- | ---------- | ----- | ------ |
| 1964/65 | Telstar      | Holandia | Eredivisie | 30    | 0      |
| 1965/66 | Telstar      | Holandia | Eredivisie | 23    | 0      |
| 1966/67 | Telstar      | Holandia | Eredivisie | 32    | 0      |
| 1967/68 | AFC Ajax     | Holandia | Eredivisie | 0     | 0      |
| 1968/69 | AFC Ajax     | Holandia | Eredivisie | 3     | 0      |
| 1969/70 | AFC Ajax     | Holandia | Eredivisie | 2     | 0      |
| 1970/71 | AFC Ajax     | Holandia | Eredivisie | 32    | 0      |
| 1971/72 | AFC Ajax     | Holandia | Eredivisie | 32    | 0      |
| 1972/73 | AFC Ajax     | Holandia | Eredivisie | 32    | 0      |
| 1973/74 | AFC Ajax     | Holandia | Eredivisie | 26    | 0      |
| 1974/75 | AFC Ajax     | Holandia | Eredivisie | 5     | 0      |
| 1975/76 | AFC Ajax     | Holandia | Eredivisie | 3     | 0      |
| 1976/77 | AFC Ajax     | Holandia | Eredivisie | 0     | 0      |
| 1977/78 | FC Amsterdam | Holandia | Eredivisie | 16    | 0      |